# Simiiformes
Simiiformes é uma das duas infraordens que compõem a subordem de primatas haplorrinos. Esta infraordem é maior que a dos tarsiiformes, sendo composta de 9 famílias, 44 gêneros e 281 espécies.

## Classificação e evolução
Na classificação anterior, macacos do Novo Mundo e macacos do Velho Mundo, foram agrupadas sob a infraordem Anthropoidea (do grego Άνθρωπος, anthropos, humano), enquanto os estrepsirrinos e társios foram agrupados sob a subordem "Prosimii". Sob a classificação moderna (baseada na cladística, os társios e símios são agrupados na subordem Haplorrhini enquanto os demais são colocados na subordem Strepsirrhini. Apesar desta divisão taxonômica preferida, o termo "prossímio" ainda é encontrado regularmente em livros didáticos e literatura acadêmica por causa da familiaridade, uma condição comparada ao uso do sistema métrico no campo das ciências e da utilização de unidades habituais em outro lugar nos Estados Unidos.

## Taxonomia
- Infraordem Simiiformes
  - Parvordem Platyrrhini: macacos do Novo Mundo
    - Família Parapithecidae †
    - Família Proteopithecidae †
    - Família Callitrichidae: saguis e micos-leões
    - Família Cebidae: macacos-pregos e micos-de-cheiro
    - Família Aotidae: macaco-da-noite
    - Família Pitheciidae: guigós, uacaris e cuxiús
    - Família Atelidae: bugios, macacos-aranhas, muriquis

  - Parvordem Catarrhini: macacos do Velho Mundo
    - Superfamília Cercopithecoidea
      - Família Cercopithecidae: Rhesus, babuínos, mandril

    - Superfamília Hominoidea
      - Família Hylobatidae - gibões
      - Família Hominidae - grandes primatas, incluindo o ser humano

  - Extintos:
    - Família Eosimiidae †
    - Família Amphipithecidae †